# ISO-container
En ISO-container, er en standardiseret, transportabel kasse, som er meget udbredt i kommerciel transport.
Contain er engelsk og betyder "indeholde", altså en ting du kan putte noget andet ind i.
ISO-containere som vist på billederne er typisk på 20, 40 eller 45 fod og har standardbeslag der kan bruges til fastlåsning på køretøjer og til stabling på skibe.
45 fods containere er som regel opbygget med 40 fod lastrum og 5 fod kølemaskine.
De fleste ISO-containere har en unik bogstav/talkombination, der gør det muligt at spore dem verden over.
Standard skibscontainere kan plomberes med en eller to plomber pga. lukkemekanismens opbygning.
Containerkapacitet på skibe, i havne og lignende udregnes som regel i Twenty-foot Equivalent Units (TEU), det vil sige Tyve-fods-svarende enheder i forhold til standardcontaineren. I mål giver det (l×b×h) 20×8×9 fod (6,10×2,44×2,59 meter), hvilket giver et volumen på 38,5 m³.
Af og til tales er også om FEU for Forty-foot, altså 40 fod, men en 40 fods container opgives normalt som to gange 20 fod, 40×8×9 fod (12,2×2,44×2,59 meter). 45 fods cóntainere regnes normalt som 40 fod i denne sammenhæng, og containerens højde ignoreres.
I dag transporteres omkring 90% af internationalt gods i containere, og i 2005 er cirka 18 millioner containere blevet fragtet i alt 200 millioner gange verden over.
En stor del af containerne bygges billigt i Kina, der står for omkring 26% af markedet. Prisen for containere i Østen er så lav, at det ofte er billigere at købe en ny container end at sejle en tom container tilbage fra USA. Da USA importerer væsentligt mere end de eksporterer, strander mange containere i staterne og bruges til andre formål, såsom boliger, mobile værksteder og alt hvad fantasien tillader.
ISO-standarden for containere har også påvirket flere andre transportsystemer, heriblandt mange flyttebiler, der er opbygget med de samme låsesystemer og ladstørrelser, så de enten direkte kan bruge 20'-containere eller andre (eventuelt lettere) ladtyper med samme standard.

## Containerstørrelser
Der er flere forskellige størrelser af containere, både når det kommer til længden som angives i fod, men også i højden.
Containerne kan findes i størrelserne:
- 8 fods container, som har de udvendige mål L: 244 cm, B: 220 cm, H: 226 cm og de indvendige mål L: 228 cm, B: 211 cm, H: 205 cm.
- 10 fods container, som har de udvendige mål L: 299 cm, B: 244 cm, H: 259 cm og de indvendige mål L: 283 cm, B: 235 cm, H: 237 cm.
- 20 fods container, som har de udvendige mål L: 606 cm, B: 244 cm, H: 259 cm og de indvendige mål L: 587 cm, B: 235 cm, H: 237 cm.
- 40 fods container, som har de udvendige mål 1.219x244x259 cm og de indvendige mål 1.203x235x237 cm. [1]

Herudover kan man finde opbevaringscontainere i mindre størrelser.
Når containernes højde forøges til 290 cm hedder containeren en High Cube container (forkortet HC Container) og når containernes højde reduceres til 243 cm hedder containeren en Low Cube Container.